# Missione Cattolica Italiana Vienna
La Missione Cattolica Italiana Vienna è il nome che dal febbraio 2019 porta la cura pastorale della comunità cattolica italiana residente nella parrocchia viennese di Alserstraße. Tale cura è affidata alla sede austriaca dell'ordine dei Frati Minori Francescani.

## Storia
Nel 1784 Giuseppe II d'Asburgo, nel quadro della lotta generale contro gli ordini monastici, cacciò l'ordine dei Trinitari, detti "Weißspanier" (spagnoli bianchi), e donò la loro chiesa (Alserkirche) e il loro convento ai Frati Minori affinché si prendessero cura delle anime dei pazienti del vicino ospedale fondato dall'imperatore Giuseppe II. L'antico convento minorita divenne di proprietà dello stato e la sua chiesa fu donata alla "Congregazione Italiana" ad aeternum per ospitare la popolosa comunità italiana della capitale asburgica. La chiesa divenne così la Chiesa nazionale italiana di Vienna e venne dedicata alla "Madonna della Neve" (la patrona della Congregazione Italiana). Dal 1784 la cura delle anime della Chiesa nazionale italiana di Vienna fu assunta in parte da sacerdoti diocesani in parte da sacerdoti di vari ordini, tra i quali i redentoristi e i salesiani. 

### Epoca contemporanea
Dal 1957 al 2019 la cura pastorale è stata temporaneamente svolta dai frati minori, dopodiché nuovamente da sacerdoti diocesani. A seguito di ciò, l'arcidiocesi di Vienna ha creato una seconda comunità di fedeli italiani trasferendo una parte della comunità italiana della Chiesa nazionale italiana nella parrocchia austriaca di Alserkirche, presso il convento dei frati minori. La cura pastorale degli italiani ha ora luogo in due luoghi diversi, sia nella parrocchia austriaca di Alserkirche che nella Chiesa nazionale italiana (Minoritenkirche).